# Никола Шурбановић
Никола Шурбановић (Београд, 24. јуна 1990) српски je филмски, телевизијски, позоришни и гласовни глумац.
Глуму је завршио 2013. године на Академији уметности у Новом Саду, у класи Љубослава Мајере. Активно се бави синхронизацијом анимираних и играних филмова за студије „Аудио Визард Ем ен Ди” и „Ливада Београд”.

## Филмографија
| Год.  | Назив                | Улога         |
| ----- | -------------------- | ------------- |
| 2014. | Тмина                | Сале          |
| 2015. | Отаџбина             | Ђорђе         |
| 2016. | Сумњива лица         | Кркан         |
| 2017. | Афтерпарти           | Кинез         |
| 2018. | Шифра Деспот         | Рокер         |
| 2018. | Београдска трилогија | Кића          |
| 2018. | Погрешан човек       | млади Митар   |
| 2019. | Пси умиру сами       | Марко         |
| 2019. | Синђелићи            | Алекса        |
| 2019. | А.С. (25)            | Андреј        |
| 2019. | Преживети Београд    | Стеван        |
| 2019. | Група                | Гвозден       |
| 2021. | Нечиста крв          | Гвозден       |
| 2021. | Коло среће           | Бојан Ракетић |
| 2022. | Калкански кругови    | Инспектор     |
| 2025. | Убице мог оца        | Дамир         |

## Театрографија
| Позориште                       | Назив              |
| ------------------------------- | ------------------ |
| Позориште на Теразијама         | Цигани лете у небо |
| Југословенско драмско позориште | Селестина          |
| Театар Вук                      | ... И остали       |
| Градско позориште Чачак         | Ветар и заставе    |
| Атеље 212                       | Пошто гвожђе       |
| Атеље 212                       | Ножеви у кокошкама |
| Позориште на Теразијама         | Црни лептир        |
| Народно позориште у Лесковцу    | Луди од љубави     |
| Звездара театар                 | Љубав у Савамали   |
| Народно позориште у Лесковцу    | Галеб              |
| Звездара театар                 | Спортско срце      |
| Позориште Душко Радовић         | Пепељуга           |

## Улоге у синхронизацијама
| Година | Наслов                             | Улога            |
| ------ | ---------------------------------- | ---------------- |
| 2018.  | Кондорито: Авантура у свемиру      |                  |
| 2018.  | Петар Пан и магична књига Недођије | Злирон           |
| 2018.  | Фантастично путовање у Оз          | Страшило         |
| 2018.  | Цврле: Никад не летиш сам          | Врабац           |
| 2019.  | Аладин (2019)                      | Џафар            |
| 2019.  | Краљ лавова (2019)                 | Симба (дијалози) |
| 2019.  | Садко: Авантура под морем          | Садко            |